# جولی گیبسون
جولی گیبسون (انگلیسی: Julie Gibson؛ زادهٔ ۶ سپتامبر ۱۹۱۳ – درگذشته ۲ اکتبر ۲۰۱۹) یک هنرپیشه و خواننده اهل ایالات متحده آمریکا بود. که در تعدادی از برنامه های رادیویی ، تلویزیونی و فیلم های سینمایی شرکت داشت . وی در سال ۱۹۸۴ از فعالیت های هنری کناره گیری کرد . معروفیت وی بیشتر بخاطر بازی در مقابل گروه کمدی the Three Stooges  می باشد.
گیبسون در شهر لوئیستون از ایالت آیداهو بدنیا آمد . پدر وی  Grover Cleveland Sorey و مادرش Maude M. Peregrine می باشند. او از دبیرستان Lewisham فارغ التحصیل شد و سپس با خواهرش بزرگترش Rea مدتی در مراسم محلی به اجرای موسیقی و نمایش مشغول بودند . در این مراسم جولی آواز می خواند و خواهرش به نوازندگی با ساز ukulele که نوعی ساز شبیه گیتار می باشد ؛ می پرداخت.
مدتی بعد او به تئاتر Granada  پیوست و در نمایش "Camille Sorey and Her Girlfriends" شرکت داشت 
جولی گیبسون در ۲ اکتبر ۲۰۱۹، در سن ۱۰۶ سالگی درگذشت.